# Baicoli
Baicoli (ro: ovalul auriu) este un biscuit italian, provenit original din Veneția.

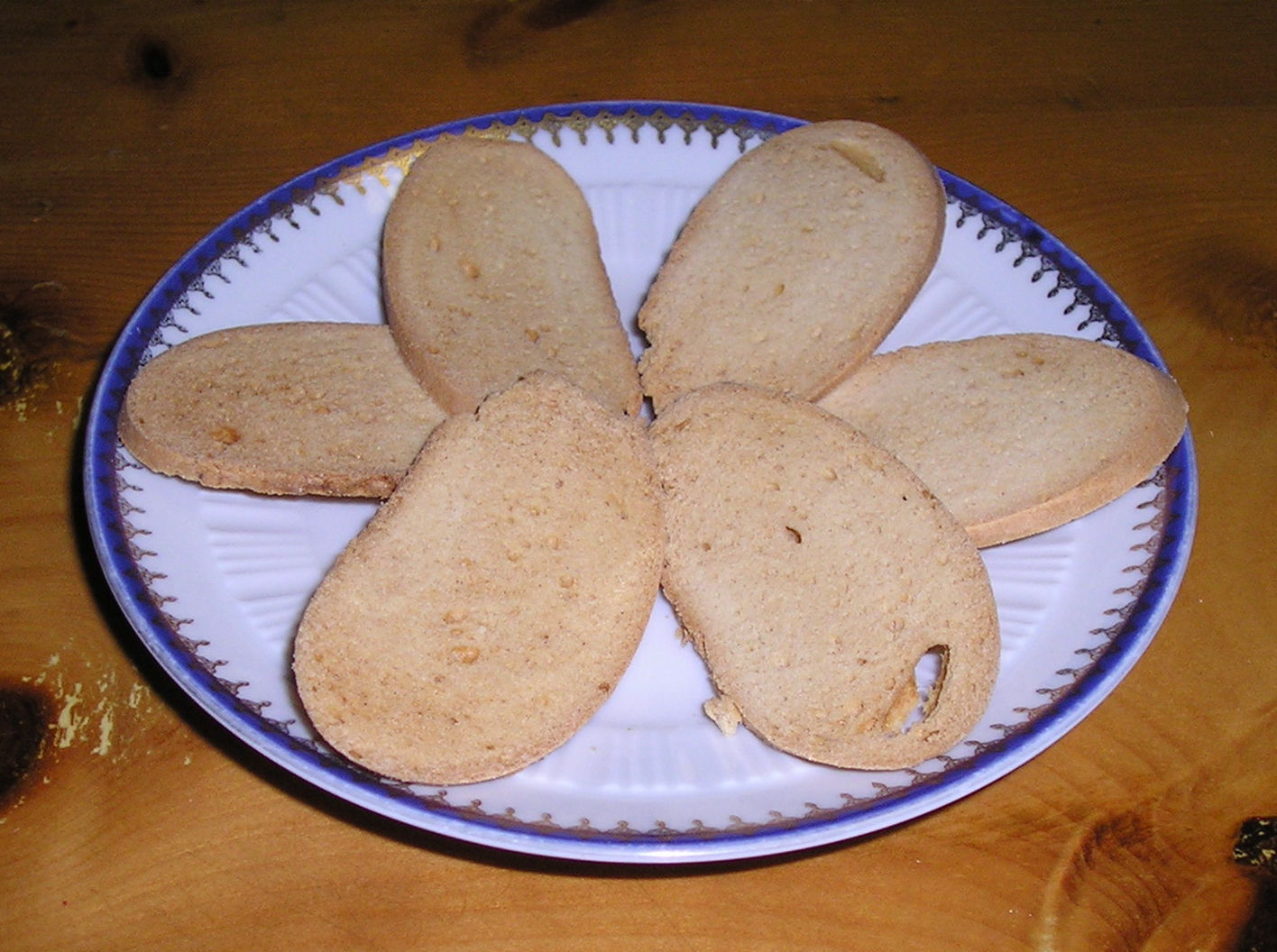
Castron cu baicoli

## Istoric
Biscuiții Baicoli au fost creați cu scopul de a fi mâncat pe post de biscuit de mare (folosit pe vapoare), pentru voiaje lungi pe vapoarele Venețiene. Fiind foarte uscați, acești biscuiți aveau avantajul că puteau fi ținuți fără să se strice o perioadă foarte lungă de timp. Prepararea lor, un procedeu lung și laborios, constă în două acte, iar prăjirea biscuiților se face de două ori.
Astăzi, Baicoli sunt serviți cu cafea și zabaglione, în care pot fi înmuiați cu ușurință.